# Día del Cine Boliviano
El día del cine boliviano es celebrado anualmente en Bolivia el 21 de marzo en conmemoración del aniversario del asesinato del padre jesuita Luis Espinal Camps, como un homenaje a su lucha por los derechos humanos y la democracia en el país y su aporte a la cinematografía de Bolivia. Fue instituido el año 2007 mediante Decreto Supremo el 21 de marzo de ese año como el Día del Cine Boliviano durante el gobierno de Evo Morales Ayma 

## Decreto Supremo 29067
El Decreto Supremo N.º 29067, de 21 de marzo de 2007, determina que cada 21 de marzo, las salas cinematográficas y los canales de televisión bolivianos deberán exhibir obligatoriamente películas nacionales, especialmente aquellos referidos a la temática de Derechos Humanos y de pueblos originarios y que durante el resto del año, se deberá programar actividades de difusión de filmes y material audiovisual nacional, en unidades educativas, universidades y centros de enseñanza de áreas urbanas y rurales, en coordinación con las prefecturas, municipios e instituciones públicas y privadas.
En su parte resolutiva, el Decreto Supremo sancionado el 21 de septiembre de 2007 señala:

Artículo 1°.- (Objeto) El presente Decreto Supremo tiene por objeto declarar al 21 de marzo como el Día del Cine Boliviano, en conmemoración del aniversario del asesinato de Luís Espinal Camps, cineasta y periodista audiovisual y en homenaje a su lucha por el respeto a los Derechos Humanos y el establecimiento de la democracia en Bolivia

Artículo 2°.- (Actividades)
I. Se determina que con el fin de realzar el Día del Cine Boliviano, cada 21 de marzo, las salas cinematográficas y los canales de televisión deberán exhibir obligatoriamente filmes nacionales, especialmente aquellos relacionados a la temática de Derechos Humanos y de pueblos originarios. 
II. Durante el resto del año, se deberá programar actividades de difusión de filmes y material audiovisual nacional, en unidades educativas, universidades y centros de enseñanza de áreas urbanas y rurales, en coordinación con prefecturas, municipios e instituciones públicas y privadas.

Artículo 3°.- (Apoyo institucional) Siendo la difusión de la cultura una de las obligaciones y atribuciones del Estado boliviano y con el objetivo de llegar a los lugares más recónditos del país con esta labor de promoción y difusión de la producción audiovisual nacional, se encomienda a instituciones públicas y, a través del CONACINE, a instituciones privadas, el apoyo institucional que sea necesario.

Decreto Supremo Nº 29067 de 21 de marzo de 2007, sancionado por el Presidente de Bolivia, Juan Evo Morales Ayma